# Nadine Amann
Nadine Amann (1977) è un'ex sciatrice alpina austriaca.

## Biografia
In Coppa Europa la Amann esordì il 17 gennaio 1995 a Innerkrems in discesa libera (57ª), ottenne il miglior piazzamento il 10 dicembre 1995 a Špindlerův Mlýn in slalom speciale (22ª) e prese per l'ultima volta il via il 13 dicembre 1996 a Sankt Sebastian in slalom gigante, senza completare la prova. Si ritirò all'inizio di quella stessa stagione 1996-1997 e la sua ultima gara fu uno slalom speciale FIS disputato il 19 dicembre a Monginevro; non debuttò in Coppa del Mondo né prese parte a rassegne olimpiche o iridate.

## Palmarès
- 1 medaglia[1]:
  - 1 bronzo (combinata nel 1995)